# Islanded
Islanded is een kunstwerk in Amsterdam-West.
Het beeld is afkomstig van de kunstenares Anneke de Witte, afgestudeerd aan de Koninklijke Academie (KAKV) in 's-Hertogenbosch. Zij kreeg het verzoek van het Bouwfonds Ontwikkeling BV, Woningstichting Eigen Haard en het toenmalige stadsdeel Westerpark om een lege ruimte op te vullen naast het nieuwbouwcomplex IJside; dat verrees in 2010 aan het Barentszplein, tussen de Silodam met de Stenen Silo aan de stadskant en het voormalige pakhuizencomplex Het Veem aan de Van Diemenstraat aan de westelijke kant.
De plastiek is gemaakt van brons en keramiek. Het donkere brons is het deel van een eiland dat zich onder de waterspiegel bevindt; het keramiek het deel erboven. Voorts lichtte de kunstenaar toe dat het staat voor het individu, het op jezelf zijn. Ze kreeg haar inspiratie van een vergezicht toen ze op een kade stond en dagdroomde van verre oorden (de kunstenaar woont/werkt aan de Van Diemenstraat). Zo ook dit eilandje op poten, waar mensen onderdoor kunnen lopen. Vanaf de plaats waar het beeld staat is er echter maar beperkt zicht door een mengeling van nieuw- en oudbouw.
Islanded maakt onderdeel uit van een serie werken met eiland als thema. Islanded moet daarbij gelezen worden als voltooid deelwoord van to island (tot eiland maken). Overigens staat ook het IJsidegebouw hier ook op poten, de overstek wordt gedragen door staal. Het kunstwerk werd door middel van een dieplader naar haar plaats gebracht en met een hijskraan op haar plek gehesen. Op 31 maart 2010 werd het onthuld door een wethouder.
Voor Islanded ligt de eerste plaquette Blaauwhoofd van de serie voor de zesentwintig Bolwerken van Amsterdam. Schuin aan de overzijde van de Van Diemenstraat begint de Muurschildering De Roggeveen. 

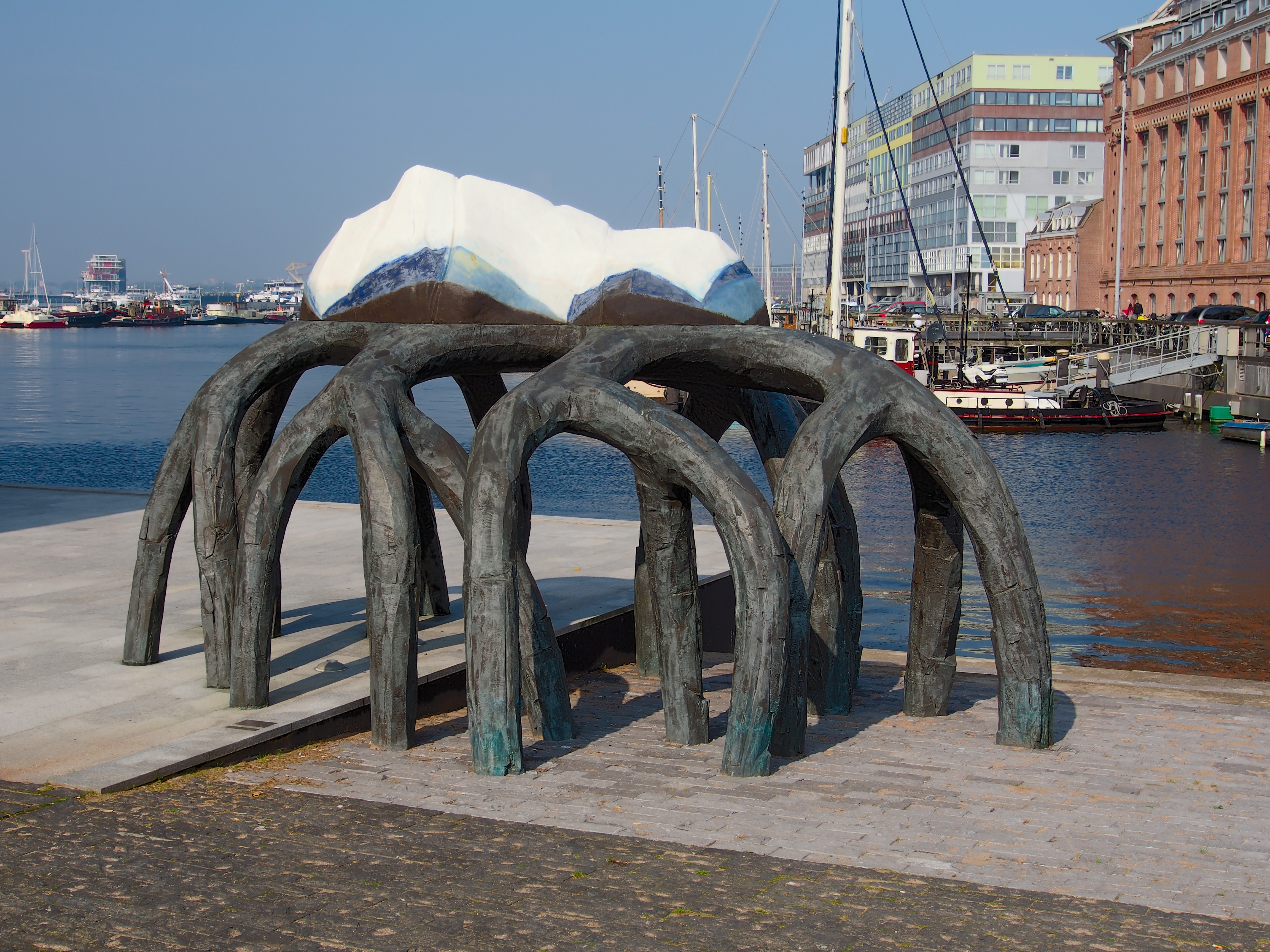
Islanded vanuit een andere hoek, met zicht op de Oude Houthaven en met rechtsachter de Silodam (september 2017)